# Партия национал-демократов (Новая Зеландия)
Партия национал-демократов (НДП) — небольшая правая политическая партия в Новой Зеландии, основанная в 1999 году Антоном Фолжамбом. Партия имела небольшие успехи.
Партия рассматривается как криптофашистская, но не расистская. Фолжамб несколько раз участвовал в парламентских выборах, но неудачно. Кайл Чепмен стал заместителем председателя НДП, и неудачно баллотировался на выборах мэра города Крайстчерч в 2007 году, набрав около 1% голосов.
Партия придерживалась резкого антикоммунизма и антифеминизма, выступала за восстановление смертной казни и телесных наказаний и усиление национальной обороны. Она выступает за «корпоративную» конституцию, смотрит на события в мире с точки зрения теории заговора.
Фолжамб вышел из партии в 2007 году. Партия теперь, вероятно, прекратила существование. Её сайт больше не функционирует.